# Walter Lampka
Walter Lampka (ur. 12 kwietnia 1937 w Raciborzu) – polski polityk, poseł na Sejm PRL IX kadencji.

## Życiorys
W 1953 skończył Przyzakładową Szkołę Zawodową Fabryki Obrabiarek „Rafamet” w Kuźni Raciborskiej i podjął pracę w fabryce obrabiarek „Rafamet” jako ślusarz maszynowy, później monter-mechanik obrabiarek. W 1962 wstąpił do Polskiej Zjednoczonej Partii Robotniczej, był delegatem na jej VI Zjazd w grudniu 1971. W 1985 uzyskał mandat posła na Sejm PRL IX kadencji w okręgu Rybnik. Zasiadał w Komisji Współpracy Gospodarczej z Zagranicą.
Otrzymał Złoty i Srebrny Krzyż Zasługi oraz Medal 40-lecia Polski Ludowej.